# Vozera Bohinskaje
Vozera Bohinskaje (vitryska: Возера Богінскае) är en sjö i Belarus.   Den ligger i voblasten Vitsebsks voblast, i den norra delen av landet, 170 km norr om huvudstaden Minsk. Vozera Bohinskaje ligger 126 meter över havet. Arean är 11,4 kvadratkilometer. Den sträcker sig 7,0 kilometer i nord-sydlig riktning, och 5,7 kilometer i öst-västlig riktning.